# ميهو بوشكوفيتش
ميهو بوشكوفيتش (بالكرواتية: Miho Bošković)‏ هو لاعب كرة الماء كرواتي، ولد في 11 نوفمبر 1983 في دوبروفنيك في كرواتيا.

## وصلات خارجية
- ميهو بوشكوفيتش على موقع الاتحاد الدولي للسباحة (الإنجليزية)
- ميهو بوشكوفيتش على موقع الاتحاد المجري لكرة الماء (الهنغارية)
- ميهو بوشكوفيتش على موقع اللجنة الأولمبية الدولية (الإنجليزية)
- ميهو بوشكوفيتش على موقع أوليمبيديا (الإنجليزية)
- ميهو بوشكوفيتش على موقع اللجنة الأولمبية الكرواتية (مؤرشف) (الكرواتية)